# Сансай (район)

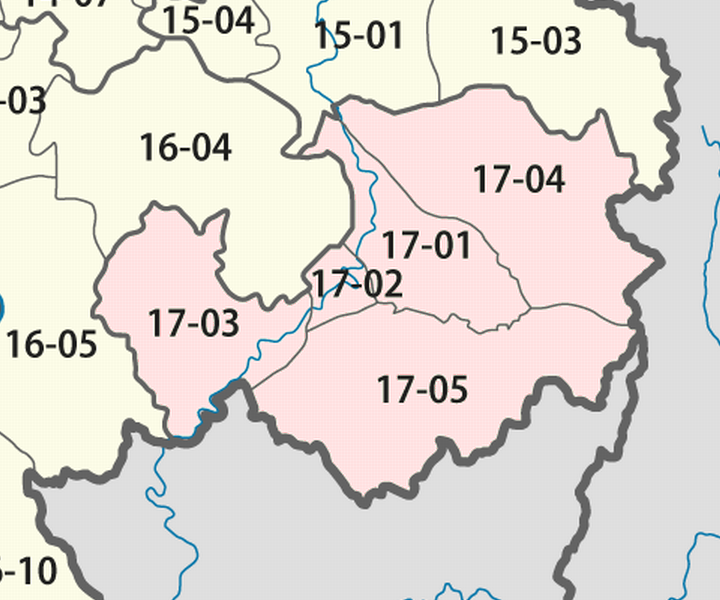
число 17-04

Сансай — один з районів (лаос. ເມືອງ муанг) провінції Аттапи, Лаос.